# Profundidad de periscopio

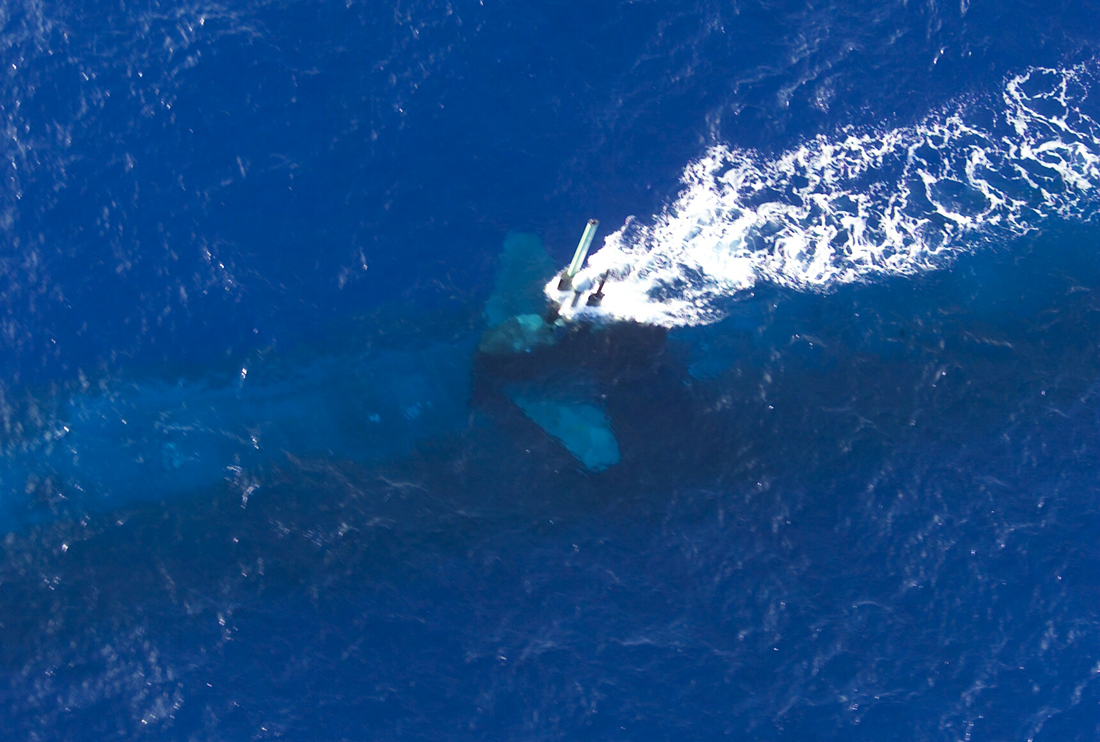
El submarino nuclear clase Los Ángeles USS Key West (SSN-722) sumergido a profundidad de periscopio frente a la costa de Honolulu, Hawái, en julio de 2004.

Profundidad de periscopio es la profundidad mínima necesaria para levantar la cabeza focal del mástil de observación o de ataque sobre la superficie del agua, dependiendo del largo del vástago y del estado del mar.
Para los submarinos de la Segunda Guerra Mundial, ésta oscilaba entre los 15-20 metros de profundidad. 